# Skákavka pospolná
Skákavka pospolná (Sitticus floricola, též Attulus floricola, nebo sittiflor floricola) je druh pavouka z čeledi skákavkovití.

## Popis

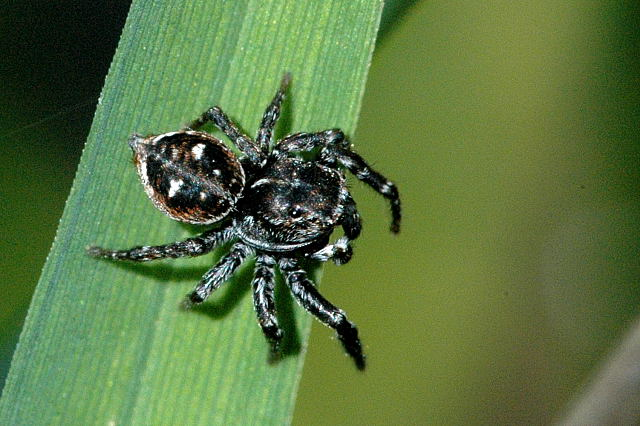
Samec skákavky pospolné

Skákavka pospolná vykazuje výrazný pohlavní dimorfismus. Samice dorůstají délky 5–7 mm, samci 4–6 mm.                                                                                                                                                                                                              Samice je skvrnitá, nejvíce převažuje červenohnědé zbarvení. Hlavohruď je mezi očima tmavší, se světlými postranními proužky a jedním světlím podélným středním proužkem. Na oválném strakatém zadečku se nachází tři páry světlých skvrn, skvrny zadního páru jsou mnohem výraznější a větší, než předchozí dva páry. Vepředu a na bocích je zadeček světle hnědý. Nohy jsou skvrnité s tmavým kroužkováním, makadla světlá, klypeus s bílými chloupky. Oblast mezi předníma středníma očima je červeně zbarvena. Samci jsou kontrastněji zbarveni než samice. Hlavohruď je tmavá se světlým podélným středním proužkem a bílým proužkem nad předníma očima. Zadeček samce je bíle lemovaný a velmi tmavý, díky čemuž jsou tři páry bílých skvrn výraznější než u samice. Je možná záměna s velmi podobnou příbuznou skákavkou skalní, samice se podobají také skákavce zimmermanově. Oba tyto druhy se však vyskytují na jiných typech lokalit.            

## Rozšíření
Jedná se o palearktický druh s rozšířením až po Japonsko, v České republice hojný.

## Způsob života
Dospělci se nejběžněji vyskytují od května do srpna. Obývá mokřadní biotopy od nížin do středních poloh. Lze ji nalézt zejména na vlhkých loukách, na bažinatých březích rybníků a jezer, nebo na rašeliništích. Na jiných biotopech spíše vzácně. Na pobřežní vegetaci spřádá zámotek, ve kterém tráví den, ale za slunečného počasí čile pobíhá a poskakuje. Pavouci často spřádají více zámotků blízko sebe a vytváří tak jakési kolonie (Odtud český název skákavka pospolná). Samice ukládá do oddělené komůrky kokon, který následně hlídá. Dospělci někdy přezimují.